# 倍他米松
倍他米松（INN：betamethasone）是一種人工合成的糖皮质激素，作为强效抗炎类固醇藥物，可治療多種疾病，包括類風濕性關節炎和全身性紅斑狼瘡等風濕性疾病、皮膚炎和乾癬等皮膚病、氣喘和血管性水腫等過敏性疾病、促進早產嬰兒肺部發育、克隆氏症、白血病等癌症，以及與氟氫可的松聯合使用以治療腎上腺功能不全等。給藥方式有口服、肌肉注射或在皮膚上塗抹（通常有霜劑、乳液或液體形式）。
使用此藥物後嚴重的副作用有感染風險增加、肌肉無力、嚴重過敏反應和思覺失調；長期使用可能會導致腎上腺功能不全。長期使用後突然停藥可能會有嚴重性後果。使用霜劑通常會導致毛髮增長和皮膚不適。倍他米松屬於糖皮質素類藥物，它是地塞米松的立體異構體，這兩種化合物僅在16位甲基的空間構型上有所不同（參見類固醇#命名法）。

## 醫療用途
倍他米松是一種皮質類固醇，有丸劑、注射劑、軟膏、乳膏、乳液、凝膠或皮膚用噴霧劑，以及用於頭皮的泡沫劑。經注射給藥時，抗炎性作用約會在兩小時內開始，並持續7天。
乳膏可用於緩解皮膚不適（例如皮膚炎引起的瘙癢和剝落）。它用作局部乾癬的治療，與二丙酸倍他米松（倍他米松衍生物）或是水楊酸的作用相似，或與卡泊三醇/倍他米松二丙酸組成複方劑使用。（參見卡泊三醇/二丙酸倍他米松#Regulation}}）倍他米松磷酸鈉可作口服劑和注射劑，其適應症與其他類固醇相同。很多以倍他米松為基礎的藥物都含有戊酸酯類固醇。(如Betamethasone valerate與倍他米松二丙酸)
在一項隨機對照試驗中，倍他米松被證明可將與共濟失調微血管擴張症候群 (A-T) 相關的一些共濟失調症狀減輕28-31%。
倍他米松也用於刺激胎兒肺臟成熟，以預防新生兒呼吸窘迫症候群 (IRDS) ，並降低早產兒顱內出血的發生率和死亡率。
含有0.05%倍他米松的乳膏似乎可有效治療男孩的包莖問題，而通常因此能避免包皮環切術。此藥物已成為英國國民保健署體系中一些醫生的首選，用以避免包皮環切的治療方式。

## 副作用
- 欣快感[16]
- 抑鬱症[16]
- 腎上腺功能不全[16]
- 高血壓[16]
- 皮下微血管群變明顯，出現瘀點[16]
- 多毛症[16]
- 瘀斑[16]

在大面積皮膚、破損或裸露皮膚、皮膚皺褶或密封敷料之下長時間使用如倍他米松的皮質類固醇藥物，在極少數情況下可能會導致吸收過多，所產生的副作用例如有局部皮膚變薄，及導致腎上腺減少產生天然激素。
倍他米松也可在早產兒分娩前使用，以幫助其肺部發育。
當注射到人體硬膜外腔或脊柱時，可能會導致嚴重的副作用，如視力喪失、中風和癱瘓。

## 形式
倍他米松有多種化合物形式：二丙酸倍他米松（品牌有Diprosone、Diprolene、Celestamine、Procort（於巴基斯坦）等）、倍他米松磷酸鈉（於義大利，品牌名稱有Bentelan）和倍他米松二丙酸酯（品牌名稱有Audavate、Betnovate 、Celestone、Fucibet（夫西地酸/倍他米松二丙酸酯複方藥） ）等。在美國和加拿大，倍他米松與克催瑪汝混合，以Lotrisone和Lotriderm的品牌銷售。它還與水楊酸組合用於治療乾癬（品牌名稱為Diprosalic）。在一些國家，它也與克催瑪汝和慶大黴素（兩者皆為（抗細菌藥）混合販售。
倍他米松磷酸鈉與醋酸倍他米松的混合物在美國以Celestone Soluspan的品牌名稱出售。

## 社會與文化
倍他米松的專利於1958年在美國提出申請，於1961年獲得，也於1961年取得美國的核准用於醫療用途。此藥物的霜劑和軟膏已列入世界衛生組織基本藥物標準清單之中。由於專利已過期，市面有其通用名藥物販售。此藥物於2021年在美國最常用處方藥中排名第251，開立的處方箋數量超過100萬張。